# 제리 트레이너
제리 트레이너(Jerry Trainor, 1977년 1월 21일)는 미국의 배우이다. 그는 니켈로디언의 시트콤 아이칼리의 스펜서 역할로도 잘 알려져 있다. 또 그는 Hungry Girl TV라는 웹 쇼에도 출연한바있다.

## 출연작
- 아이칼리-스펜서 셰이
- 비밀요원 터프퍼피-두들리 퍼피
- 마다가스카의 펭귄 - 바퀴벌레
- 티미의 못말리는 수호천사 - 스파키(시즌 9부터)